# Hymenochirus
Hymenochirus er en slægt af frøer, der ligesom Xenopus laevis er kendt som (afrikanske) sporefrøer. De hører hjemme i det vestlige Afrika syd for Sahara.

## Levevis
Hymenochirus-frøerne lever næsten hele deres liv i ferskvand, men kan af og til bevæge sig over fugtig land. Da de har lunger, svømmer de fra tid til anden hurtigt til overfladen, for at hente en ny portion luft. De er langsynede og kan ikke se ting tættere på end ca. 7 cm.
De har en god lugtesans og følesans, som de bruger til at finde føde med. De er kødædende og spiser små insekter, orme og røde myggelarver.
Hanfrøerne laver "svage frølyde" når de er i parringshumør.

Hannerne bliver kønsmodne ved 6 måneders alderen.
En gang imellem skifter de ham, så man kan af og til finde tomme "frøhylstre".
Af og til sidder frøerne fuldstændig stille i flere timer, hvilket er normalt.

## Størrelse og kendetegn
Hymenochirus bliver 2,8-3,5 cm store og har svømmehud på bagbenene og forbenene. Har de ikke svømmehud på forbenene er det ikke en Hymenochirus.

## Vandkvalitet
De er sarte med hensyn til vandkvaliteten og tåler ikke klor i vandet. Vandet skal enten filtreres for klor eller uskadeliggøres.

De lever ved vandtemperaturer på 23-30 °C, hårdhed på 6-12 dH og en pH-værdi på 6,5-7,8.

## Hobbydyr
Frøerne bør kun fodres en gang om ugen. De bliver ofte solgt i dyreforretninger og kan leve 5-20 år i fangenskab. De er næsten alle opdrættet i Tjekkiet, Hong Kong og Indonesien.
De skal have minimum 8 cm dybt vand. Frøerne kan godt lide at grave, så man må ikke stille ting, der kan vælte over dem. Af samme grund må der ikke være skarpe sten eller andet, de kan skære sig på.
Af og til kan frøerne få den fikse idé at kravle ud af akvariet. Derfor skal man have lukket eller dækket alle åbninger med net, så de ikke udvandrer gennem dagligstuen.

## Arter
Der findes fire arter i slægten:
- Hymenochirus boettgeri Zaire afrikansk sporefrø
- Hymenochirus boulengeri Østafrikansk sporefrø
- Hymenochirus curtipes Vestafrikansk sporefrø (vortet)
- Hymenochirus feae